# Neville Price
Neville Graham Price (ur. 1 czerwca 1929 w East London, zm. 28 grudnia 1980 w Johannesburgu) – południowoafrykański lekkoatleta, specjalista skoku w dal, zwycięzca igrzysk Imperium Brytyjskiego w 1950.
Zwyciężył w skoku w dal oraz zajął 7. miejsce w trójskoku na igrzyskach Imperium Brytyjskiego w 1950 w Auckland.
Zajął 11. miejsce w skoku w dal na igrzyskach olimpijskich w 1952 w Helsinkach, oraz 7. miejsce w tej konkurencji na igrzyskach olimpijskich w 1956 w Melbourne.
Był halowym mistrzem Stanów Zjednoczonych w skoku w dal w 1954.
Sześciokrotnie poprawiał rekord Południowej Afryki w tej konkurencji do wyniku 7,87 m, uzyskanego 3 grudnia 1955 w Bloemfontein. Rekord ten został poprawiony dopiero w 1972. Był również rekordzistą swego kraju w biegu na 100 metrów z czasem 10,5 s, osiągniętym 30 grudnia 1951 w Nowym Orleanie.